# Richard de Wallingford
Pour les articles homonymes, voir Wallingford.
Richard de Wallingford, né en 1292 à Wallingford et mort en 1336 à St Albans, est un mathématicien anglais qui a fait d'importantes contributions à l'astronomie, l'astrologie et l'horlogerie tout en servant comme abbé à l'abbaye de Saint-Alban (future cathédrale Saint-Alban) dans le Hertfordshire.

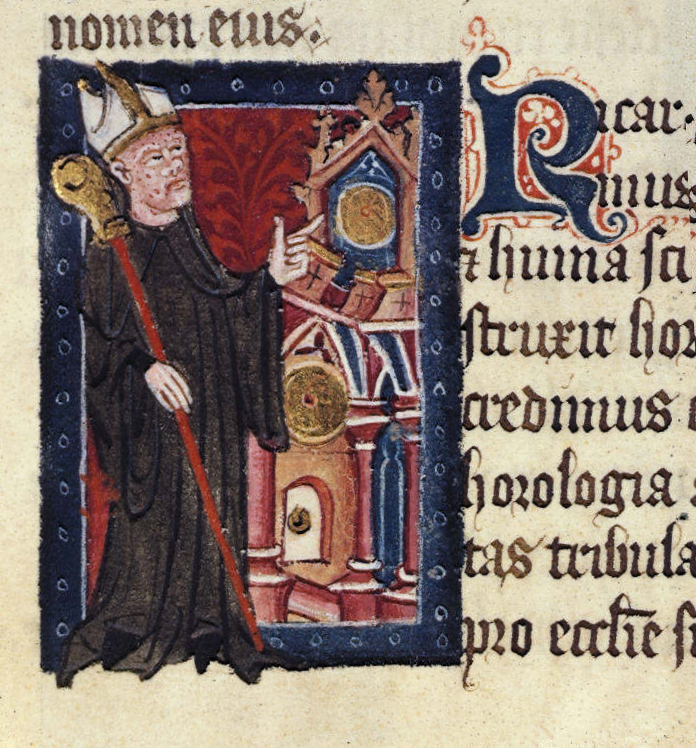
Enluminure représentant Richard de Wallingford montrant une horloge.